# لواء المزار الجنوبي
لواء المزار الجنوبي هو أحد ألوية محافظة الكرك السبعة، يبلغ عدد سكانه 80480 نسمة. ويتكون من 31 مدينة وقرية، ومركز اللواء هو المزار الجنوبي.

## نبذة
استحدثت  مديرية ناحية المزار الجنوبي عام 1958م، حيثُ تم ترفيع مديرية ناحية المزار الجنوبي إلى مديرية قضاء عام 1973م، تم ترفيع مديرية قضاء المزار الجنوبي إلى متصرفية عام 1985م.
- ويتكون اللواء من المدن والقرى التالية:

1. المزار الجنوبي

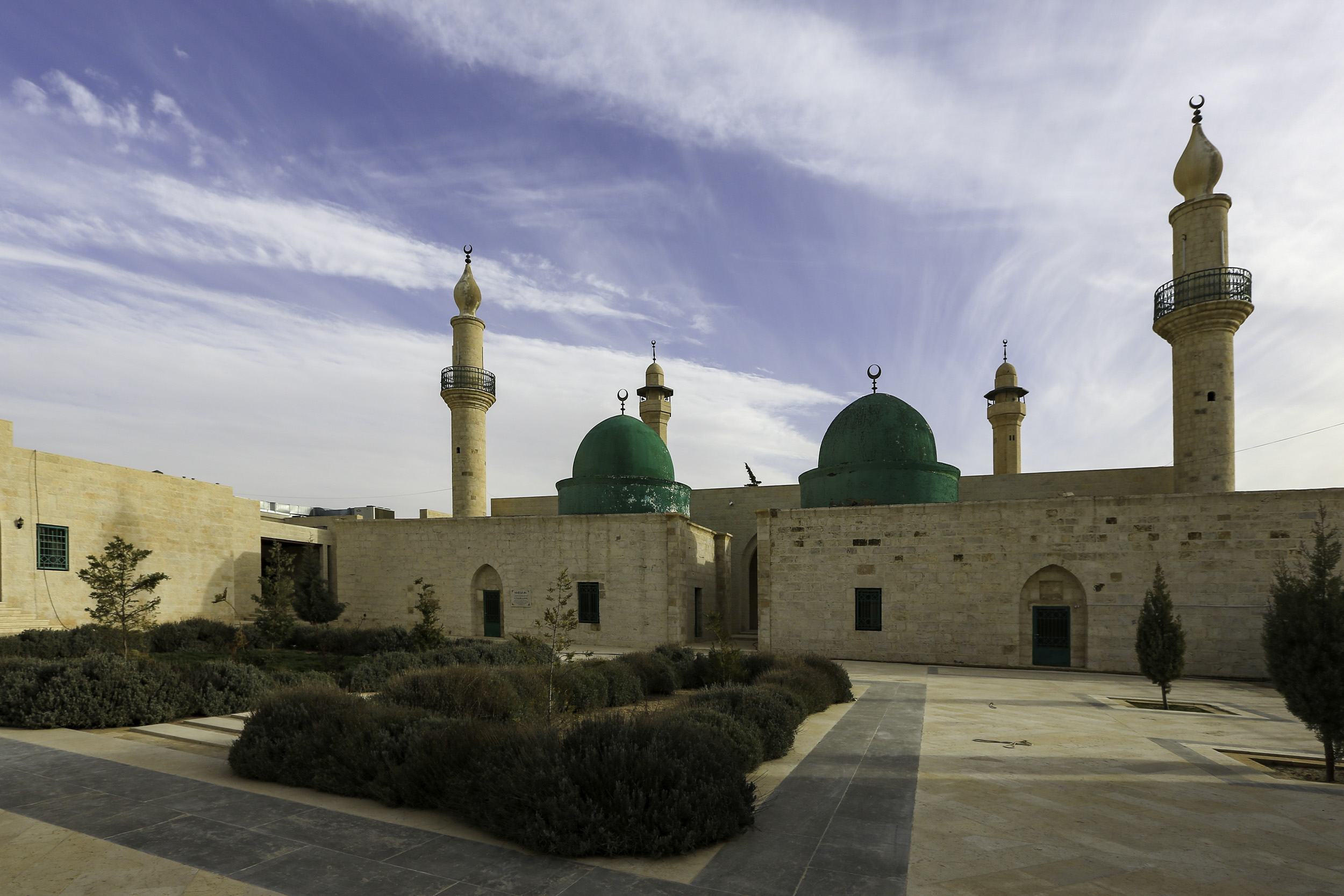
ضريح الصحابي جعفر بن أبي طالب في المزار الجنوبي الكرك

2. ضريح  الصحابي جعفر بن أبي طالب في المزار الجنوبي الكرك (مؤاب) وتتكون من تجمع 5 احياء وهي(الحسينيه، العمريه، الخالديه، ام حماط، فج العسيكر والفيصليه).

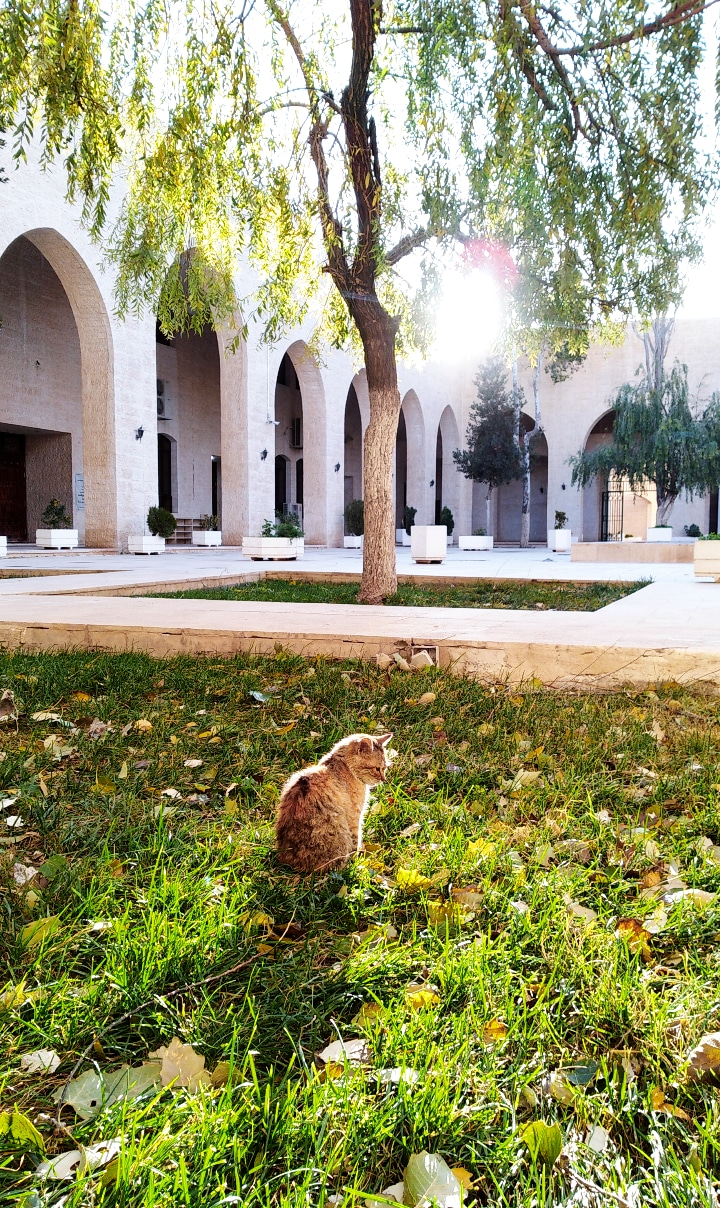
منظر من ضريح الصحابي جعفر بن أبي طالب في المزار الجنوبي الكرك

3. مؤتة
4. الطيبة
5. ذات راس
6. محي
7. العراق
8. منظر من ضريح  الصحابي جعفر بن أبي طالب في المزار الجنوبي الكركمجرا

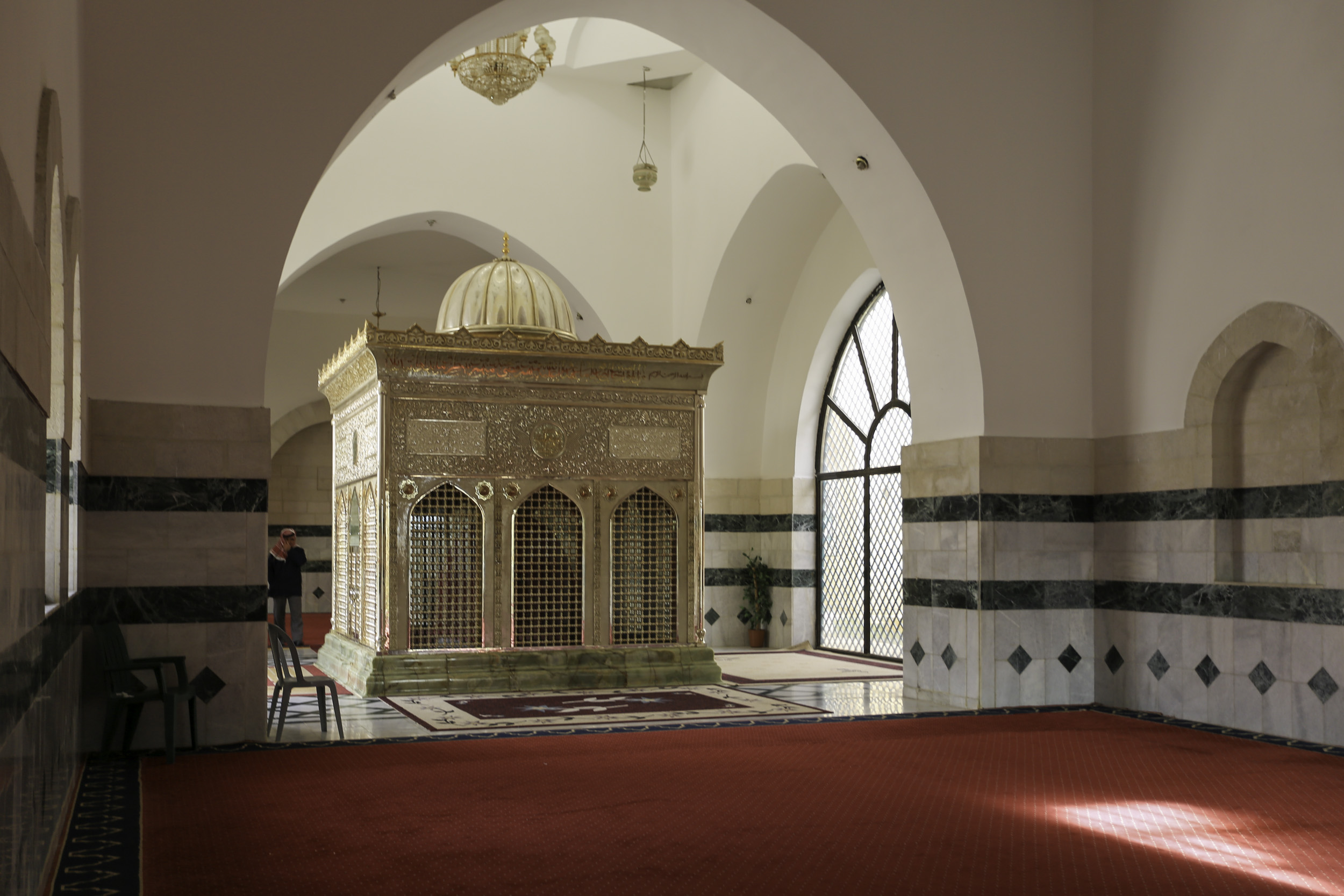
صورة لضريح الصحابي جعفر بن أبي طالب الذي يقع في مركز لواء المزار الجنوبي

9. سول
10. الهاشمية الجنوبية
11. العمقة
12. العينا
13. شقيرا الغربية
14. شقيرا الشرقية
15. الشريفه
16. الدبه
17. الحارثيه
18. اصراره
19. اجحرا
20. بقيع اصراره
21. ام الينابيع
22. الحامديه
23. ام الخنازير
24. خوخا
25. الجوزة
26. الحدبه
27. العيسوية
28. أم الغزلان
29. الطالبية
30. الظاهرية
31. منشية المزار

## السياحة
يقع مركز اللواء على ارتفاع 1260 م عن سطح البحر في جبال مؤاب وتتمتع بمناخ بارد شتاءً معتدل صيفا . يحتوي اللواء على أضرحة الصحابة الذين استشهدوا في معركة مؤتة التي جرت أحداثها في جمادى الأول من العام الثامن للهجرة (الموافق أغسطس عام 629 م)، وهم جعفر بن أبي طالب وزيد بن حارثة وعبد الله بن رواحة. يوجد في اللواء تحديداً في مدينة المزار أقدم متحف إسلامي (متحف المزار الإسلامي) في الأردن متخصص بالآثار الإسلامية.

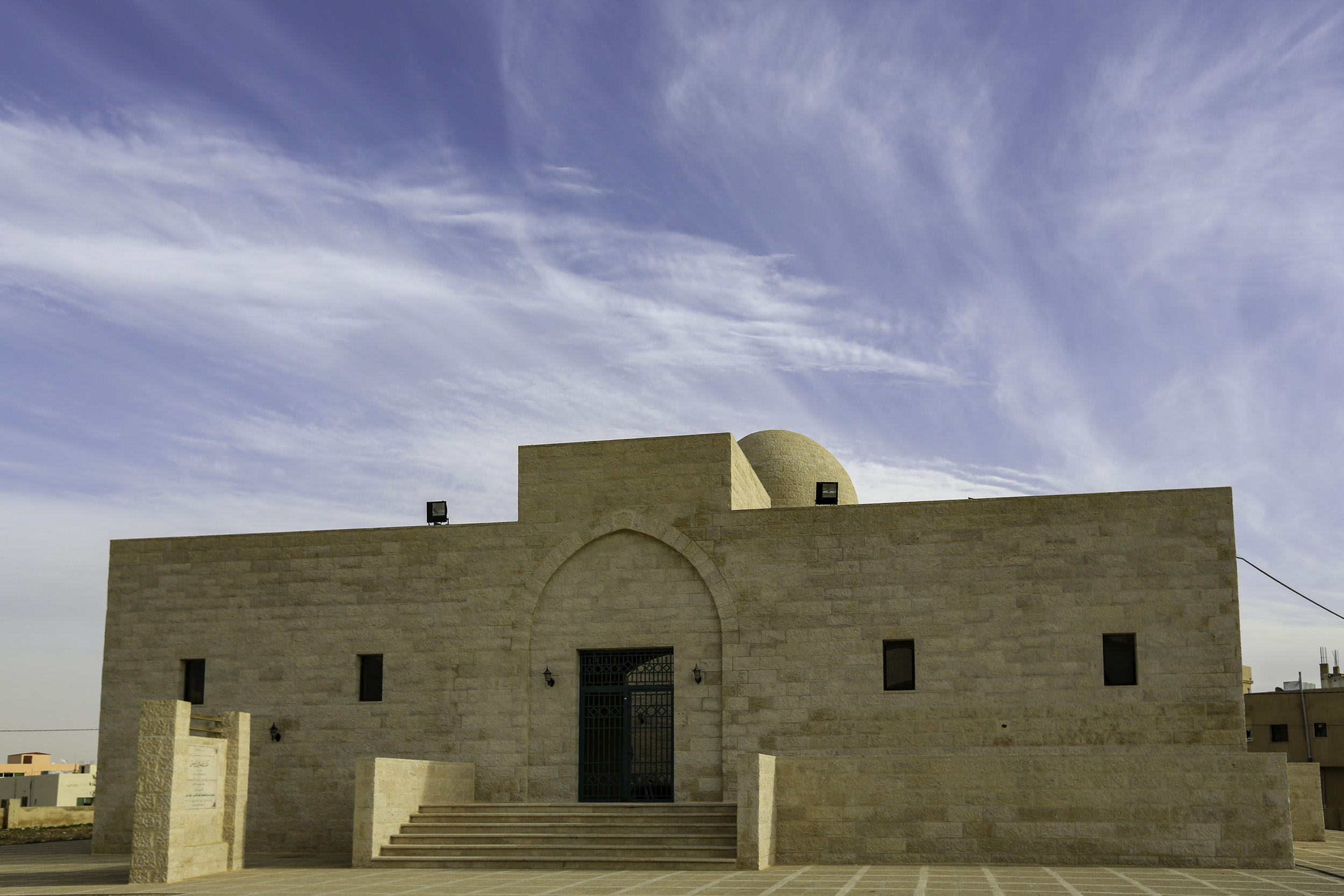
المزار الجنوبي

كما يوجد فيه في مؤتة جامعة مؤتة بجناحيها المدني والعسكري أحد أهم الجامعات في الأردن ومن أكثر الجامعات تأثيراً عالمياً.